# Anteagloniaceae
Anteagloniaceae is een familie van de  Ascomyceten. Het typegeslacht is Anteaglonium.

## Geslachten
Volgens Index Fungorum bestaat de familie uit de volgende drie geslachten:
- Anteaglonium
- Flammeascoma
- Purpureofaciens